# Witzige Leute
Witzige Leute ist ein Film des Regisseurs Clinton Smith aus dem Jahr 2000. Er handelt von den Verstrickungen von zwölf Menschen an einem Wochenende in Sydney.

## Handlung
Im Film verlaufen mehrere Handlungsstränge, wobei sich Handlungen und Personen kreuzen und einander beeinflussen. Die scheinbar unabhängigen Geschichten haben letztendlich alle miteinander zu tun. Mittelpunkt ist der Club und der auf Plakaten in diesem angekündigte Auftritt von „DJ Lush Puppy“ zusammen mit „Sample People“.
Joey & Gus
Alles beginnt damit, dass der Mittelklasse-Bubi und Möchtegern-Homeboy Joey den androgynen John am Hintereingang eines Clubs angreift und verprügelt. Als Joey noch auf den am Boden Liegenden mit Füßen tritt und zudem ein Messer zückt, hält ihn sein Freund Gus zurück und drängt ihn dazu, einfach weiterzugehen.
Sem & Cleo
Sem hilft im Club einem Mädchen, das aufgrund einer Überdosis Drogen zusammengebrochen ist. Als er kurzzeitig in dem fremden Mädchen plötzlich das Gesicht seiner Freundin Cleo zu erkennen meint, ist er verwirrt. Später deutet er diese Sinnestäuschung als böse Vorahnung.
TT, Jess & Andy
Im Hinterzimmer des Clubs treffen Drogenboss TT mit seiner Muse Jess und Andy aufeinander. Andy arbeitet als Kurier für TT und bekommt eine Lieferung mit Bargeld und Drogen, die er übergeben soll. TT macht klar, dass er Andy töten würde, sollte dieser versuchen, ihn dabei zu hintergehen. TT weiß noch nicht, dass Andy tatsächlich geplant hat, mit dem Geld und seiner heimlichen Geliebten Jess durchzubrennen.

Phil, Len & DJ Lush Puppy
Der scheue Len arbeitet für den Inder Phil im Laden „Phils Felafel“ und schwärmt für ein Skateboard fahrendes Szene-Girlie, die in Clubs als „DJ Lush Puppy“ Platten auflegt und einen Laden für Szene-Klamotten betreibt. Phil hat auch einen Sohn namens Shiva, der als Tänzer im Club auftritt.
Sem & Cleo
Sem findet den verprügelten John auf der Straße und nimmt ihn in seinem Wagen mit zu sich nach Hause. Dort bietet John den beiden Pillen an, ohne zu verraten, was diese genau enthalten, und nimmt auch selber eine. Bei einem Picknick im Freien kurz darauf befinden sich alle im Drogenrausch. Dabei hat John Sex mit Cleo.
Inzwischen ahnt TT, dass seine Jess und Andy etwas miteinander haben, und wird misstrauisch. Jess hält TT in einer Überreaktion eine Pistole an den Kopf, TT ist davon unbeeindruckt, und Jess lässt die Pistole fallen. Währenddessen plant Joey den Second-Hand-Laden auszurauben, in dem DJ Lush Puppy arbeitet. Sein Freund Gus kann ihm den Blödsinn nochmal ausreden. Durch die beiden stolpert Len in den Laden und trifft direkt auf seine heimliche Liebe. TT sucht Andy auf, um ihn zur Rede zu stellen, daraufhin rennt Andy weg. Sem trifft vor dem Club wieder auf Cleo, indem er heute Trompete in einer Band spielt, und macht ihr klar, dass er nicht mehr will, dass sie mit anderen schläft. Joey und Gus versuchen auch in den Club zu kommen, werden aber vom Türsteher abgewiesen und gehen zum Hintereingang, dort kommt gerade TT heraus, und beide gehen durch die offene Tür. Drinnen treffen sie wieder auf John, und Joey fängt wieder an, Ärger zu machen, wodurch beide sofort wieder aus dem Club geworfen werden.
Der verliebte Len will Geld für den Laden von DJ Lush Puppy besorgen und überfällt inzwischen mit einer Maske über dem Kopf den Laden von Phil, in dem gerade Andy, sowieso Sem und Cleo sind. Len wird trotz Maske von allen erkannt. Als er nach draußen stürmt, wird er von einem Wagen angefahren, in dem Joey und Gus gerade ankommen, um auch den Laden von Pil auszurauben. Cleo bricht aufgrund ihres Drogenkonsums zusammen, in der Hektik schießt Joey auf Andy. Len kommt zurück und erschießt Joey. Andy nimmt Len die Waffe aus der Hand und geht blutüberströmt zur Tür hinaus, wo ihn nach wenigen Metern Jess in ihrem Wagen mitnimmt. Cleo wird in einem Krankenwagen gerettet. Len und DJ Lush Puppy kommen am Ende zusammen, wobei Phil Len vergibt und ihn weiter in seinem Laden arbeiten lässt.